# Батьківське щастя (монета)
Батькі́вське щ́астя — пам'ятна монета номіналом 5 гривень — присвячена події, що пов`язана з почуттям щастя бути батьками, любові до маляти.
Монету введено в обіг 1 березня 2024 року. Вона належить до серії Інші монети

## Опис та характеристики монети
| Номінал грн. | Метал      | Маса, грам | Діаметр, мм. | Якість виготовлення       | Гурт     | Тираж, штук |
| ------------ | ---------- | ---------- | ------------ | ------------------------- | -------- | ----------- |
| 5            | нейзильбер | 16,54      | 35           | спеціальний анциркулейтед | рифлений | 100 000     |

### Аверс
На аверсі монети на дзеркальному тлі зображено батьківські руки, які тримають ніжки дитини, що символізує захист, тепло, довіру в сім`ї. Угорі зверху напис «УКРАЇНА». Під написом, над ніжками дитини, розташовані: малий Державний Герб України, номінал «5» та графічний символ гривні. Логотип Банкнотно-монетного двору Національного банку України знаходиться вгорі (над правою рукою), та напис «20» «24» внизу (де з`єднуються батьківські долоні).

### Реверс
На реверсі монети на дзеркальному тлі зображено дитину, яка солодко спить серед хмаринок. На задньому фоні зображено брязкальце із сердечками, зірочками та місяцем, що додає відчуття затишку та дарує безтурботні сни.

## Автори
Художник: Владислав Яровий 
Скульптор: Володимир Атаманчук

## Вартість монети
Національний банк України реалізував монету за ціною 207 гривень. Фактична приблизна вартість монети, з роками змінювалася так:
| Рік        | 2024 | 2025 |
| ---------- | ---- | ---- |
| Ціна, грн. | 710  | 420  |